# Pallacanestro Viola 2023-2024
Questa voce raccoglie le informazioni riguardanti la Pallacanestro Viola nelle competizioni ufficiali della stagione 2023-2024.

## Stagione
La stagione 2023-2024 della Pallacanestro Viola sponsorizzata MyEnergy sarà la 5ª stagione disputata dalla sua rifondazione e la 1ª in Serie B Interregionale.
La Pallacanestro Viola inizierà la sua pre-season disputando il 7 settembre 2023 al PalaLumaka di Reggio Calabria un primo "scrimmage" contro la Dierre Reggio Calabria e da 2 match contro la Bim Bum Basket Rende (uno a Reggio Calabria e uno a Rende (CS).

 
Nella Fase di Qualificazione la MyEnergy è stata inserita nella Division H della Conference Sud classificandosi al quarto posto con 16 vittorie e 6 sconfitte avendo segnato 1862 punti e subendone 1720 qualificandosi così al Play-In Gold della conference sud concludendo al sesto posto con 5	vittorie e 9 sconfitte. Nei Playoff Conference Sud la squadra arriva ai quarti di finale venendo sconfitta dalla Power Basket Salerno in 2 incontri.

## Maglie
Il fornitore ufficiale del materiale tecnico per la stagione 2023-2024 è Erreà

## Organigramma societario
Dal sito internet della società.
Area dirigenziale
- Presidente: Carmelo Laganà
- General Manager: Fortunato Vita

Area tecnica
- Allenatore: Federico Cigarini
- Assistente allenatore: Sebastiano D'Agostino

Area comunicazione
- Responsabile: Rossella Uslenghi
- Addetto Stampa: Giovanni Mafrici
- Fotografo: Fortunato Serranó

## Roster
Aggiornato al 30 agosto 2023.
| Pallacanestro Viola 2023-24 | Pallacanestro Viola 2023-24 |
| Giocatori                   | Staff tecnico               |
| --------------------------- | --------------------------- |

| N. | Naz.                            | Ruolo | Nome               | Anno | Alt.   | Peso  |  |
| -- | ------------------------------- | ----- | ------------------ | ---- | ------ | ----- |  |
| 1  | Italia (bandiera)               | PG    | Tommaso Russo      | 2004 | 194 cm |       |  |
| 2  | Italia (bandiera)               | C     | Yusupha Konteh     | 2002 | 205 cm | 85 kg |  |
| 4  | Italia (bandiera)               | A     | Ilario Simonetti   | 2004 | 200 cm | 92 kg |  |
| 6  | Italia (bandiera)               | G     | Omar Seck          | 2001 | 188 cm | 91 kg |  |
| 7  | Bosnia ed Erzegovina (bandiera) | AG    | Emin Mavric        | 1998 | 203 cm |       |  |
| 8  | Italia (bandiera)               | A     | Thomas Binelli (C) | 1999 | 208 cm | 95 kg |  |
| 16 | Ucraina (bandiera)              | G     | Illja Tyrtyšnyk    | 1998 | 191 cm | 84 kg |  |
| 17 | Italia (bandiera)               | C     | Giovanni Cessel    | 2001 | 208 cm |       |  |
| 22 | Serbia (bandiera)               | P     | Mateja Maksimovic  | 2000 | 185 cm |       |  |
| 25 | Italia (bandiera)               | G     | Thomas Aguzzoli    | 2000 | 195 cm |       |  |

| Allenatore                                                                          |
| - Federico Cigarini                                                                 |
| Assistente/i                                                                        |
| - Sebastiano D'Agostino Legenda - (C) Capitano - (IN) Inattivo - Infortunato Roster |

## Risultati

### Pre-Season
| Reggio Calabria 13 settembre 2023 | Dierre Reggio Calabria | 60 – 89 (19-21, 11-27, 10-18, 20-23) referto | Pallacanestro Viola | PalaLumaka |

| Rende 14 settembre 2024 | Bim Bum Basket Rende | 81 – 89 (21-23, 19-14, 19-27, 22-25) referto | Pallacanestro Viola | Palazzetto dello sport |

### Serie B Interregionale

#### Fase di qualificazione

##### Girone d'andata
| Catania 30 settembre 2023, ore 19:00 1ª giornata | CUS Catania | 74 – 94 (14-27,18-30,21-17,22-20) referto | Pallacanestro Viola | Palestra CUS |

| Reggio Calabria 8 ottobre 2023, ore 18:00 2ª giornata | Pallacanestro Viola | 64 – 67 (13-16, 23-14, 10-18, 18-19) referto | Orlandina Basket | PalaCalafiore |

| Sala Consilina 15 ottobre 2023 3ª giornata | Pallacanestro Sala Consilina | 70 – 73 (16-20, 14-15, 19-17, 21-22) referto | Pallacanestro Viola | Palasport |

| Reggio Calabria 22 ottobre 2023 4ª giornata | Pallacanestro Viola | 99 – 89 (25-16, 17-31, 34-23, 22-19) referto | Barcellona Basket 4.0 | PalaCalafiore |

| Milazzo 29 ottobre 2023, ore 18:00 5ª giornata | Svincolati Milazzo | 78 – 83 (25-16, 17-31, 34-23, 22-19) referto | Pallacanestro Viola | PalaValverde |

| Messina 1 novembre 2023, ore 19:00 6ª giornata | Fortitudo Messina | 78 – 86 (26-25, 15-14, 17-21, 20-26) referto | Pallacanestro Viola | Palasport Cittadella Universitaria |

| Reggio Calabria 5 novembre 2023, ore 18:00 7ª giornata | Pallacanestro Viola | 97 – 72 (27-11, 21-20, 29-20, 20-21) referto | Castanea Basket | PalaCalafiore |

| Ragusa 12 novembre 2024, ore 18:00 8ª giornata | Virtus Ragusa | 105 – 98 (27-25; 49-43; 70-58; 88-88) referto | Pallacanestro Viola | Palapadua |

| Reggio Calabria 19 novembre 2023, ore 18:00 9ª giornata | Pallacanestro Viola | 85 – 67 (21-10, 30-24, 8-13, 26-20) referto | Bim Bum Basket Rende | PalaCalafiore |

| Messina 26 novembre 2023, ore 18:00 10ª giornata | Basket School Messina | 82 – 85 (26-19, 15-18, 21-20, 20-28) referto | Pallacanestro Viola | PalaMili |

| Reggio Calabria 3 dicembre 2023, ore 18:00 11ª giornata | Pallacanestro Viola | 88 – 79 (24-26, 21-18, 13-13, 30-22) referto | Siaz Basket Piazza Armerina | PalaCalafiore |

##### Girone di ritorno
| Reggio Calabria 10 dicembre 2023, ore 18:00 1ª giornata | Pallacanestro Viola | 99 – 88 (19-24, 32-19, 23-18, 25-27) referto | CUS Catania | PalaCalafiore |

| Capo d'Orlando 17 dicembre 2023, ore 18:00 2ª giornata | Orlandina Basket | 74 – 84 (21-23, 21-14, 9-31, 23-16) referto | Pallacanestro Viola | PalaFantozzi |

| Reggio Calabria 20 dicembre 2023, ore 20:30 3ª giornata | Pallacanestro Viola | 68 – 80 (20-19, 17-23, 17-13, 14-15) referto | Pallacanestro Sala Consilina | PalaCalafiore |

| Barcellona Pozzo di Gotto 7 gennaio 2024, ore 18:00 4ª giornata | Barcellona Basket 4.0 | 81 – 74 (23-18, 17-30, 18-11, 23-15) referto | Pallacanestro Viola | PalAlberti |

| Reggio Calabria 14 gennaio 2024, ore 18:00 5ª giornata | Pallacanestro Viola | 90 – 80 (20-10, 24-21, 23-20, 23-29) referto | Svincolati Milazzo | PalaCalafiore |

| Reggio Calabria 17 gennaio 2024, ore 20:30 6ª giornata | Pallacanestro Viola | 94 – 73 (19-22, 28-17, 31-13, 16-21) referto | Fortitudo Messina | PalaCalafiore |

| Messina 20 gennaio 2024, ore 18:30 7ª giornata | Castanea Basket | 73 – 90 (14-30, 20-19, 21-28, 18-13) referto | Pallacanestro Viola | Palestra Comunale - Ritiro |

| Reggio Calabria 28 gennaio 2024, ore 18:00 8ª giornata | Pallacanestro Viola | 82 – 85 (15-25; 23-17; 17-19; 27-24) referto | Virtus Ragusa | PalaCalafiore |

| Rende 4 febbraio 2024, ore 18:00 9ª giornata | Bim Bum Basket Rende | 72 – 79 (24-22, 19-16, 8-21, 21-20) referto | Pallacanestro Viola | Palazzetto dello sport |

| Reggio Calabria 11 febbraio 2024, ore 18:00 10ª giornata | Pallacanestro Viola | 74 – 84 (9-24, 17-11, 29-25, 19-24) referto | Basket School Messina | PalaCalafiore |

| Piazza Armerina 18 febbraio 2024, ore 18:00 11ª giornata | Siaz Basket Piazza Armerina | 68 – 76 (18-22, 16-21, 16-14, 18-19) referto | Pallacanestro Viola | PalaFerraro |

#### Play-In Gold

##### Girone d'andata
| Molfetta 3 marzo 2024, ore 18:00 1ª giornata | Virtus Basket Molfetta | 69 – 65 (21-13,19-21,11-16,18-15) referto | Pallacanestro Viola | PalaPoli |

| Reggio Calabria 10 marzo 2024, ore 18:00 2ª giornata | Pallacanestro Viola | 81 – 67 (23-10, 23-19, 17-25, 18-13) referto | Angri Pallacanestro | PalaCalafiore |

| Reggio Calabria 17 marzo 2024, ore 18:00 3ª giornata | Pallacanestro Viola | 83 – 98 (26-27, 23-21, 21-19, 13-31) referto | Action Now Basket Monopoli | PalaCalafiore |

| Salerno 24 marzo 2024, ore 18:00 4ª giornata | Power Salerno | 96 – 90 (22-18, 16-20, 16-22, 23-17, 19-13) referto | Pallacanestro Viola | Palasilvestri |

##### Girone di ritorno
| Reggio Calabria 27 marzo 2024, ore 20:30 1ª giornata | Pallacanestro Viola | 71 – 74 (18-22, 14-18, 20-21, 19-13) referto | Virtus Basket Molfetta | PalaCalafiore |

| Angri 7 aprile 2024, ore 18:00 2ª giornata | Angri Pallacanestro | 68 – 72 (14-22, 20-24, 26-15, 8-17) referto | Pallacanestro Viola | Palagalvani |

| Monopoli 14 aprile 2024, ore 18:00 3ª giornata | Action Now Basket Monopoli | 69 – 83 (21-18, 14-25, 14-26, 20-14) referto | Pallacanestro Viola | Tendostruttura |

| Reggio Calabria 21 aprile 2024, ore 18:00 4ª giornata | Pallacanestro Viola | 94 – 104 (21-28, 30-27, 20-15, 23-32) referto | Power Salerno | PalaCalafiore |

#### Play-Off

##### Quarti di finale
| Salerno 12 maggio 2024, ore 18:00 Gara 1 | Power Salerno | 85 – 74 (18-14, 24-21, 16-19, 27-20) referto | Pallacanestro Viola | Palasilvestri |

| Reggio Calabria 21 aprile 2024, ore 18:00 Gara 2 | Pallacanestro Viola | 85 – 92 (19-14,22-21,23-25,17-21,4-11) referto | Power Salerno | PalaCalafiore |

## Statistiche

### Andamento in campionato
| Giornata  | 1 | 2 | 3 | 4 | 5 | 6 | 7 | 8 | 9 | 10 | 11 | 12 | 13 | 14 | 15 | 16 | 17 | 18 | 19 | 20 | 21 | 22 |
| --------- | - | - | - | - | - | - | - | - | - | -- | -- | -- | -- | -- | -- | -- | -- | -- | -- | -- | -- | -- |
| Luogo     | T | C | T | C | T | T | C | T | C | T  | C  | C  | T  | C  | T  | C  | C  | T  | C  | T  | C  | T  |
| Risultato | V | P | V | V | V | V | V | P | V | V  | V  | V  | V  | P  | P  | V  | V  | V  | P  | V  | P  | V  |

Fonte:  pallacanestroviola.it,  https://pallacanestroviola.it/classifica/.
Legenda:

Luogo: C = Casa; T = Trasferta. Risultato: V = Vittoria; P = Sconfitta.

### Andamento play-in Gold
| Giornata  | 1 | 2 | 3 | 4 | 5 | 6 | 7 | 8 |
| --------- | - | - | - | - | - | - | - | - |
| Luogo     | T | C | C | T | C | T | T | C |
| Risultato | P | V | P | P | P | V | V | P |

Fonte:  pallacanestroviola.it,  https://pallacanestroviola.it/classifica/.
Legenda:

Luogo: C = Casa; T = Trasferta. Risultato: V = Vittoria; P = Sconfitta.